# Iodotropheus sprengerae
Espèce
Statut de conservation UICN

 NT  : Quasi menacé
Iodotropheus sprengerae est une espèce de poisson de la famille des Cichlidés endémique du Lac Malawi en Afrique.
Il est de couleur orange rouille avec des reflets bleus sur le corps.